# Poeciliopsis lutzi
Poeciliopsis lutzi, tên thông thường là Oaxaca livebearer, là một loài cá nước ngọt thuộc chi Poeciliopsis trong họ Cá khổng tước. Loài này được mô tả lần đầu tiên vào năm 1902.

## Từ nguyên
Loài cá này được đặt theo tên của nhà côn trùng học Frank Eugene Lutz (1879 - 1943), trợ lý tình nguyện của Meek tại México.

## Phân bố và môi trường sống
P. lutzi có phạm vi phân bố ở Trung Mỹ. Đây là một loài bản địa của México, và cũng là loài đặc hữu của quốc gia này. P. lutzi được tìm thấy ở một vài nhánh sông thuộc bang Oaxaca. Không có nhiều thông tin về môi trường sống của loài cá này, cũng như quy mô quần thể của chúng, nên P. lutzi được xếp vào danh sách Loài thiếu dữ liệu.

## Mô tả
P. lutzi có chiều dài cơ thể lớn nhất được ghi nhận là 3,5 cm, thuộc về cá thể đực.